# Stadionul Orășenesc (Mioveni)
Stadionul Orășenesc (cunoscut și ca Stadionul Mioveni sau Stadionul Dacia) este un stadion multifuncțional din Mioveni, județul Argeș, România. Având o capacitate de 5.948 de locuri, este folosit în principal pentru meciuri de fotbal, a servit drept terenul de acasă al echipei locale CS Mioveni până la desființarea sa în 2025. Din 2023, este utilizat și de echipa principală a județului Argeș, FC Argeș Pitești, din cauza lucrărilor de renovare la Stadionul Nicolae Dobrin.
După promovarea echipei în Liga a II-a în 2003, primăria orașului a început construirea unei a doua secțiuni a tribunelor. S-a început cu tribuna oficială care are în partea superioară locuri speciale pentru presă și o cabină pentru asigurarea transmisiei audio-video a meciurilor.
Instalația de nocturnă a fost inaugurată în luna mai a anului 2007, cu ocazia meciului amical dintre Dacia Mioveni și campionana de atunci a României, Dinamo București. Primul meci în Liga I al Daciei s-a disputat pe acest stadion pe 28 iulie 2007 împotriva echipei Rapid București.